# Sorin Frunzăverde

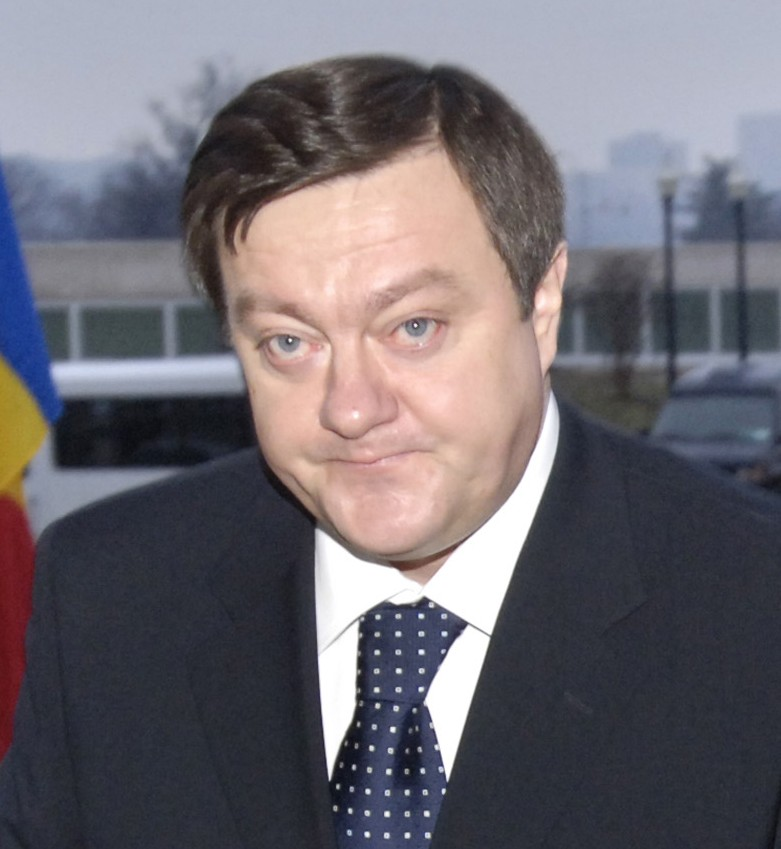
Sorin Frunzăverde (2007)

Sorin Frunzăverde (* 26. April 1960 in Bocșa, Rumänien; † 3. November 2019 in Reșița) war ein rumänischer Politiker (PD; PDL; PNL).
Sorin Frunzăverde studierte Metallurgie in Bukarest und war Hütteningenieur. Ein Wirtschafts- und militärwissenschaftliches Studium schloss er mit einer Ph.D. an der rumänischen Militäruniversität Carol I. ab.
In der PD begann er seine Politik-Karriere. Er war Mitglied des rumänischen Parlaments (2000–2004) und Präsident des Landkreises Caraș-Severin (1996–1997 und 2008–2016). Er war Umweltminister in der Regierung von Victor Ciorbea, Tourismusminister in der Regierung von Radu Vasile und zweimal Verteidigungsminister in den Regierungen von Mugur Isărescu und Călin Popescu-Tăriceanu.
Er war Teil der ersten Gruppe von rumänischen Europaabgeordneten, die 2007 nach Brüssel entsandt wurden, und war einer der Befürworter des Beitritts von PD zur Europäischen Volkspartei.